# Брад Фрийдъл
Брадли Хауърд „Брад“ Фрийдъл (на английски: Bradley Howard 'Brad' Friedel) е бивш американски футболист – вратар. Роден е на 18 май 1971 в Лейкуд, Охайо, САЩ. Играе за английския Тотнъм. Играл е и за отборите на Нюкасъл, Брьонбю, Галатасарай, Кълъмбъс Крю, ФК Ливърпул и от 2000 до 2008 за Блекбърн Роувърс.
Той изиграва 82 мача за националния отбор на САЩ между 1992 и 2005 г. и представлява страната си на три Световни първенства по футбол. Той е настоящият носител на рекорд на Висшата лига на Англия за най-много последователни участия с 310, подвиг който постига по време на престоя си в Блекбърн, Астън Вила и Тотнъм.
Той също така е официално най-старият по рода си играч на Астън Вила, което е рекорд и е поставен на 1 февруари 2011 г. Фрийдъл е на 39 години и 259 дни и надминава предишния рекорд притежаван от Ърни Калахан, които последно играе за Астън Вила срещу отборът на Гримзби през април 1947 г., на възраст от 39 години и 257 дни.
На 6 май 2012 г. той става най-старият играч като играе в официален мач за Тотнъм, когато той играе във Висшата лига срещу отборът на Астън Вила, като така побеждава почти 80-годишният рекорд на Джими Кантрел.

## Кариера
Фрийдъл напуска Лос Анджелис рано, за да продължи професионалната си кариера. Той започва като се опитва да подпише с Нотингам Форест, но му е отказано разрешително за работа. След това, Фрийдъл подписа договор с американската федерация по футбол (USSF), за да играе с националния отбор на САЩ и да може да се подготви за Световното първенство по футбол през 1994. След края на турнира, Фрийдъл започва да търси професионален клуб, в който да играе.
Фрийдъл подписва с Нюкасъл Юнайтед , но отново му е отказано издаването на разрешение за работа. Докато чака одобрение от британските власти той тренира с Нюкасъл, но като играч със статут под наем от USSF. Когато разрешително за работа не е одобрено, Фрийдъл подписва с Брьонбю отново със статут на играч под наем. Той остава в клуба в продължение на няколко месеца през 1995 г., като резерва без да играе в нито един мач. Фрийдъл остава в Брьонбю, докато той се завръща в САЩ, за да се присъедини към националния отбор, а след това в подготовката за купата на САЩ през 1995 и Копа Америка.
След като участва на два турнира, Фрийдъл опита за трети път да се присъедини към английски клуб, този път Съндърланд. Въпреки това, когато Фрийдъл отново не успява да получи работна виза, неговия агент договаря за $1.1 милиона трансфер в турския отбор Галатасарай през 1995 година. През юли 1996 г., след края на турския сезон, Фрийдъл се премества в САЩ и подписва с Кълъмбъс Крю. Тъй като пристига по средата на сезона, той първоначално е резерва, но до края на сезона успява да изиграе девет мача, в които получава само 7 гола. През февруари 1997 г., подписва тригодишен договор с отбора.

### Ливърпул
Фрийдъл подписва с Ливърпул на стойност £ 1,7 милиона през 1997 година. На 23 декември 1997 г., Ливърпул получава неговото разрешително за работа след обжалване, защото първата молба е била отказана. Той прави дебюта си срещу Астън Вила на 28 февруари 1998 г. Фрийдъл първоначално е нямал успех с „червените“, като в продължение на почти 3 години има изиграни 30 мача, включително две участия в турнира за Купата на УЕФА.

### Блекбърн Роувърс
Той подписва договор с Блекбърн със свободен трансфер през ноември 2000 г.
Присъединявайки се към тях през сезон 2000/01, Фрийдъл помага за авръщането на Блекбърн във Висшата лига на Англия.
На 21 февруари 2004 г., при гостуването срещу Чарлтън, Фрийдъл вкарва гол в 90-а минута от корнер като прави резултата 2 – 2, но секунди по-късно Чарлтън вкара отново за крайното 3 – 2. Така той става вторият вратар в историята на Висшата лига, който вкарва гол след като това прави Петер Шмайхел за Астън Вила през 2001 г.
Фрийдъл удължава договора си с Блекбърн на 14 април 2006 г., като заявява любовта си към клуба като причина. Две години по-късно на 5 февруари 2008 г., той отново удължава договора с отбора, но напуска клуба в края на сезона, за да се присъедини към Астън Вила.

### Астън Вила
Фрийдъл преминава в отборът на Астън Вила на 25 юли 2008 за сумата от £ 2,5 млн. за срок от три години. Той прави дебюта си срещу Рединг като гости на 2 август. Само десет минути след това домакините получават правото да изпълнят дузпа, която Фрийдъл спасява. Дебюта си за Купата на УЕФА прави във втория предварителен кръг срещу исландският отбор на Хапнарфьордюр като гости, където Вила печели мача с 4 – 1.

### Тотнъм
Договор му с Астън Вила изтича след края на сезон 2010/11 и на 3 юни 2011 г., Тотнъм обявява, че са подписали с Фрийдъл за две години. На 22 август 2011 г., Фрийдъл прави дебюта си за Тотнъм на Олд Трафорд срещу Манчестър Юнайтед. По време на сезон 2011/12, той става най-старият играч във Висшата лига на Англия.
Пристигането на французина Уго Лорис преди края на летния трансферен прозорец през 2012 г. хвърля известно съмнение относно статута на Фрийдъл, като първи избор за вратар на Тотнъм за сезон 2012/13. Въпреки това, след една впечатляваща игра от негова страна срещу Норич на 1 септември 2012 г., треньорът Андре Вилаш-Боаш заявява, че ще остане като първи избор и през новия сезон. След 310 последователни игри във Висшата лига на 7 октомври 2012 г., той е оставен на пейката срещу Астън Вила, но след това се завръща още за следващия мач на 20 октомври 2012 г. срещу Челси.